# Institut de recherche contre les cancers de l'appareil digestif
 (septembre 2019).
 (septembre 2019).
Si vous disposez d'ouvrages ou d'articles de référence ou si vous connaissez des sites web de qualité traitant du thème abordé ici, merci de compléter l'article en donnant les références utiles à sa vérifiabilité et en les liant à la section « Notes et références ».
L’Institut de recherche contre les cancers de l'appareil digestif (IRCAD) est un centre privé de recherche médicale (sous forme d'association de droit local alsacien-mosellan), fondé par Jacques Marescaux en 1994 et situé sur le site des hôpitaux universitaires de Strasbourg.
Avec à son actif plus de 4000 publications et communications scientifiques internationales[réf. nécessaire], l’IRCAD est reconnu comme le leader mondial dans les domaines de l’informatique, de la robotique et de l’imagerie médicale appliquées à la chirurgie mini-invasive[réf. nécessaire]. L’Institut forme chaque année plus de 8 800 chirurgiens du monde entier. Les chirurgiens en formation viennent se perfectionner dans l’une des 18 spécialités de chirurgie laparoscopique, flexible ou robotique.
Cette reconnaissance internationale[réf. nécessaire] a permis à l’IRCAD d’ouvrir plusieurs instituts jumeaux à travers le monde. Le premier, IRCAD Taiwan, a été inauguré en mai 2008 à Taïwan. Il a été suivi par deux instituts au Brésil : l'un dans l'État de Sao Paulo en juillet 2011 et l'autre à Rio de Janeiro en juin 2017, les deux formant l'IRCAD América Latina. En juillet 2019, un autre institut a été ouvert au Liban (IRCAD Lebanon). En 2023, IRCAD Africa a été inauguré au Rwanda. Les projets à venir prévoient l'ouverture de l'IRCAD India en Inde, de l'IRCAD China en Chine en 2024, et de l'IRCAD North America aux États-Unis en 2025.
L’IRCAD a créé en 2000 WebSurg (World electronic Book of Surgery), une université virtuelle gratuite vouée à la formation médico-chirurgicale continue.

## Histoire

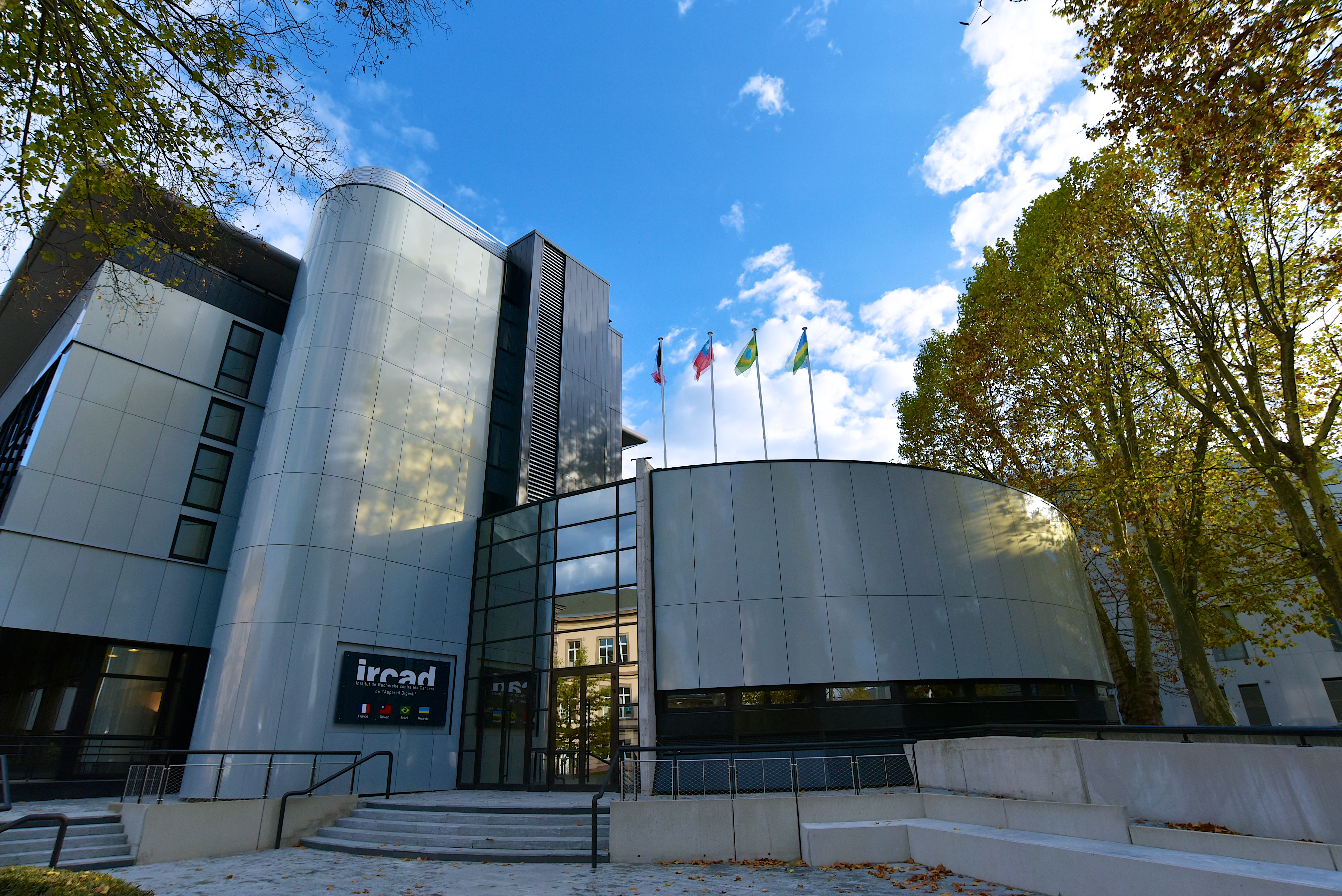
L'IRCAD sur le site de l'Hôpital civil à Strasbourg

L’IRCAD est fondé en 1994, par le Professeur Jacques Marescaux, anciennement chef du département de chirurgie digestive et endocrinienne au sein des Hôpitaux Universitaires de Strasbourg (HUS). C’est une structure qui réunit des unités de R&D en informatique et robotique, qui conçoivent et développent des outils de diagnostic, de planification et simulation chirurgicales visant à améliorer et sécuriser le geste chirurgical, ainsi qu’un centre de formation en chirurgie mini-invasive.
L’IRCAD prend part à plusieurs opérations novatrices, dont six premières mondiales :
- Le 7 septembre 2001, le Professeur Jacques Marescaux et son équipe réalisent l’opération Lindbergh. Il s’agissait d’opérer depuis New-York une patiente située à Strasbourg, en partenariat avec France Télécom qui assurait la liaison haut débit de l’opération. Après 54 minutes, l’opération qui consistait en une ablation de la vésicule biliaire fut un succès.
- Le 2 avril 2007 dans le cadre du projet Anubis labellisé par le pôle de compétitivité Alsace Biovalley (anciennement, Innovations Thérapeutiques), la première opération sans cicatrice par voie transvaginale est réalisée par les équipes de l’IRCAD. Cette première mondiale dite « Opération Anubis » marqua l’aboutissement de trois ans de recherche.
- Utilisation de la réalité virtuelle pour faciliter le diagnostic et la stratégie opératoire dans la chirurgie du cou (ou cervico-faciale) – janvier 2012
- Chirurgie colorectale sans cicatrice en utilisant la technique de la chirurgie par voie naturelle (N.O.T.E.S.) – mai 2012
- Chirurgie robotique du foie avec l’utilisation de la réalité augmentée – juin 2012
- Chirurgie de l’œsophage réalisée sans cicatrice en utilisant la technique de la chirurgie par voie naturelle (N.O.T.E.S.) – juillet 2012

Fin mars 2011, les Hôpitaux universitaires de Strasbourg, l’Université de Strasbourg et l’IRCAD sont sélectionnés dans le cadre de l’appel à projets Institut hospitalo-universitaire (IHU), lancé par le Ministère de l’Enseignement supérieur et de la recherche. Le projet porté par le Pr. Marescaux est classé premier ex-aequo, par un jury international sur les six projets retenus. L’IHU Strasbourg baptisé initialement « Mix-Surg » puis « Institut de chirurgie guidée par l’image » a ouvert ses portes aux patients en octobre 2016 et compte neuf salles d’opération hybride destinées aux patients (équipées par les partenaires privés) mêlant trois spécialités médicales (la chirurgie mini-invasive, l’endoscopie flexible et la radiologie interventionnelle) dans le but d’en créer une nouvelle : la chirurgie mini-invasive guidée par l’image. L'Institut compte également cinq salles hybrides destinées exclusivement à l'enseignement et à la recherche. Le bâtiment est relié d’une part à l’IRCAD pour la partie recherche et expérimentale et d’autre part, au Nouvel Hôpital Civil de Strasbourg pour le soin aux patients.
En 2021, l'IRCAD a inauguré l'IRCAD 3, une extension de l'institut située à Strasbourg, destinée à la formation et à la recherche en chirurgie mini-invasive. La même année, l'institut a également étendu son hôtel Les Haras pour offrir aux participants une expérience d'accueil de haut niveau, en lien avec le site de formation.

## Activités

### De formation
Chaque année, 8 800 chirurgiens venus du monde entier se forment aux dernières techniques chirurgicales au sein de l’IRCAD France. Ils sont encadrés par une équipe de 800 experts internationaux spécialisés dans les domaines enseignés.
En plus de la formation physique, le Pr. Jacques Marescaux et ses équipes ont développé en 2000 une université virtuelle, WeBSurg (World electronic Book of Surgery), entièrement gratuite et traduite en 8 langues.

### De recherche
Les équipes de recherche et développement de l’IRCAD conjuguent leurs efforts[non neutre] pour prévenir les cancers, améliorer le diagnostic précoce et élaborer de nouvelles stratégies thérapeutiques par les technologies innovantes de la chirurgie augmentée. Elles combinent réalité augmentée, robotique et intelligence artificielle au service du chirurgien. Les 4000 publications et communications scientifiques internationales de l’IRCAD lui permettent de jouir d’une réputation d’excellence[non neutre] sur le plan international dans ces différents domaines.[réf. nécessaire]

### Locaux à louer et équipements
L'IRCAD propose également la location de ses locaux et équipements pour des séminaires, conférences et événements professionnels. Les infrastructures comprennent des salles de conférence modernes, des auditoriums équipés de technologies de pointe, ainsi que des salles de réception pour des événements de grande ampleur.

## WebSurg

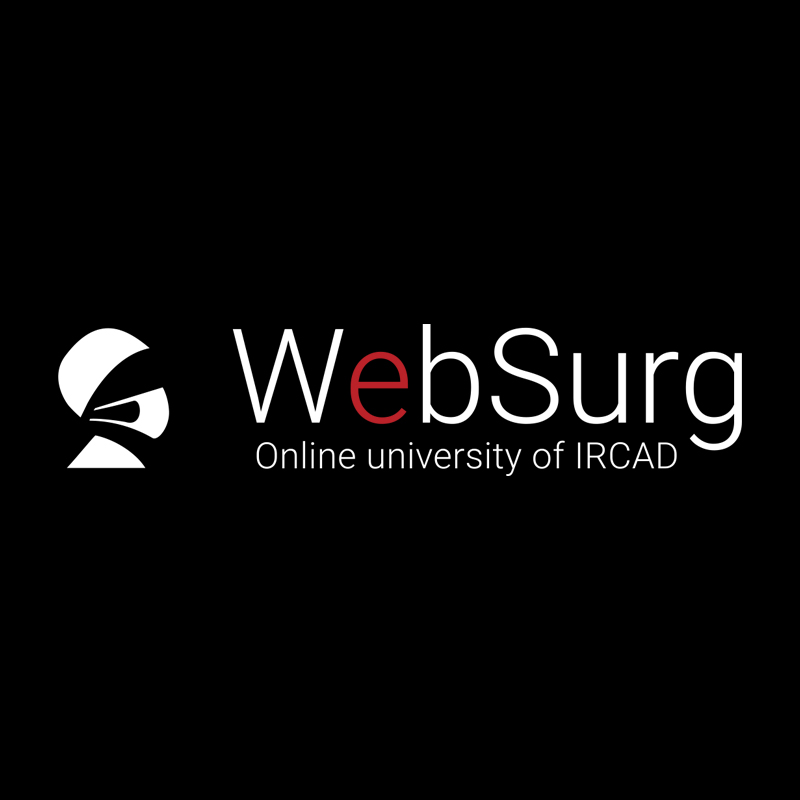
Nouveau logo WebSurg

WebSurg (World Electronic Book of Surgery) constitue l’université en ligne de l’IRCAD. C’est un site web gratuit consacré à la formation médico-chirurgicale continue, spécialisé dans les techniques opératoires de chirurgie mini-invasive.
Ce site a été créé à l’initiative du professeur Jacques Marescaux et de ses équipes en 2000. Il a été développé par des chirurgiens pour des chirurgiens, et s'adresse aux membres de la communauté chirurgicale dans son ensemble (chirurgiens, anesthésistes, personnel soignant, etc.). Il s’est rapidement imposé comme la référence mondiale en ligne pour la formation à distance en chirurgie mini-invasive.
WebSurg publie mensuellement du contenu multimédia spécialisé en chirurgie mini-invasive dans différentes spécialités : chirurgie générale et digestive, pédiatrique, thoracique, endoscopique, etc. La quasi-intégralité du contenu du site internet est développé à l’IRCAD Strasbourg.
Il existe plusieurs catégories de vidéos, en haute définition :
- 2651 procédures chirurgicales : vidéos décrivant des opérations chirurgicales, filmées en haute définition pour une compréhension fine.
- 1989 mini-conférences : présentations filmées d'experts lors des cours dispensés à l'IRCAD.
- 751 avis d’experts : différents types de vidéos tels que des conférences, des analyses d’experts, des débats, etc.
- 108 techniques opératoires[14] : vidéos interactives intégrant des illustrations médicales pour présenter les étapes d’opérations chirurgicales dans les moindres détails.
- 667 contributions : vidéos adressées par les membres du site ; une fois révisées et approuvées par le comité éditorial, elles seront destinées à publication sur le site.

Aujourd’hui, les membres de WeBSurg utilisent la septième version du site internet disponible en 8 langues (français, anglais, espagnol, russe, japonais, portugais, chinois traditionnel et simplifié) et sur tous types de supports (ordinateur, téléphone, Apple TV, etc.). Avec plus de 500 000 membres, WeBSurg est devenu une référence mondiale en ligne pour la formation médicochirurgicale continue en chirurgie mini-invasive. C’est l’une des plus grandes communautés de chirurgiens à l’échelle internationale.

## E-learning
L'IRCAD a aussi renforcé son offre de formations à distance avec des Masterclasses en ligne spécialisées dans diverses techniques chirurgicales. Ces cours incluent des présentations théoriques, des vidéos explicatives et des sessions interactives avec des experts du domaine. Ces formations visent à toucher un public international de chirurgiens en quête de formation continue à travers le monde.

## Implantations et extensions

### Le site strasbourgeois

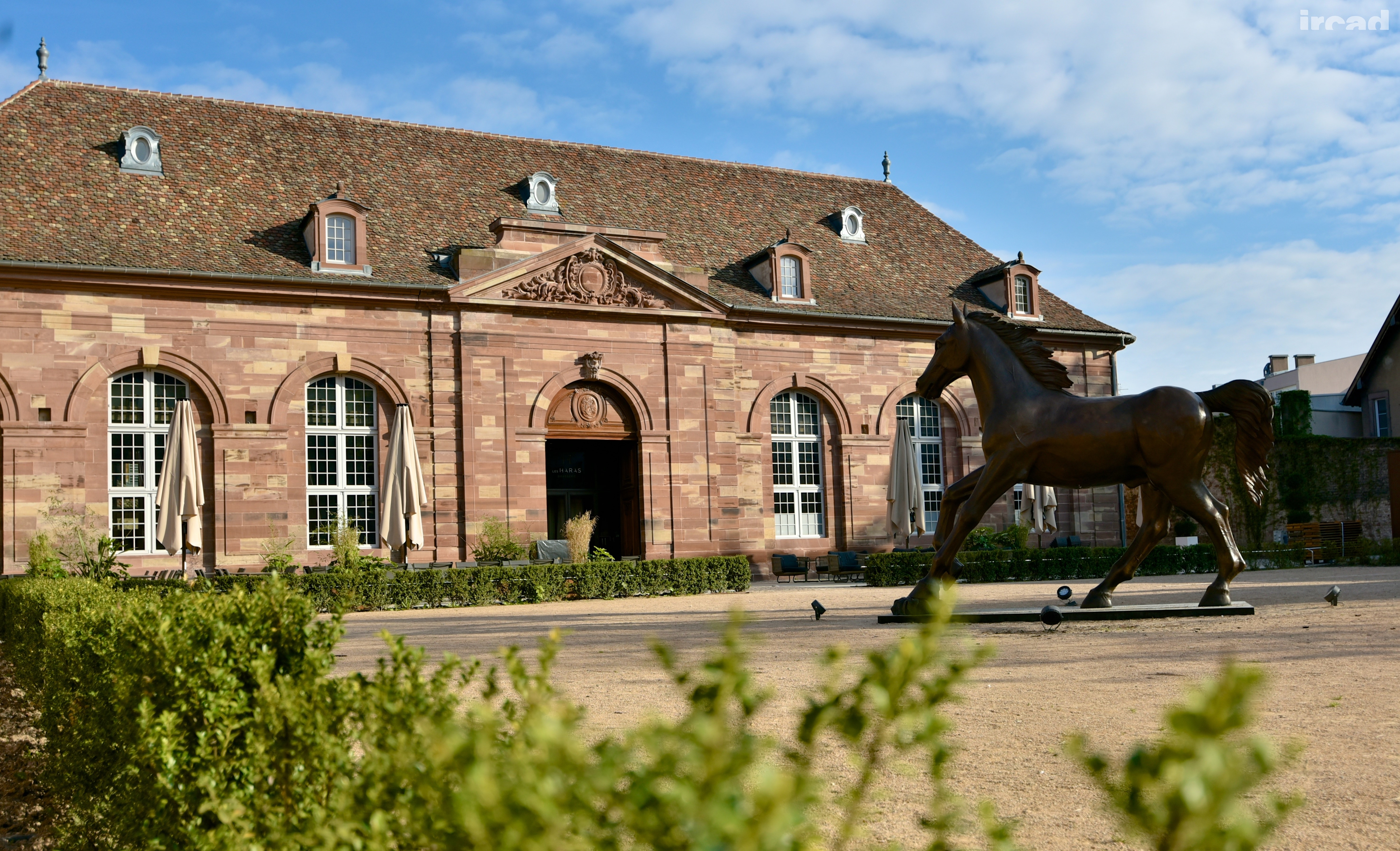
Brasserie des Haras

L’Institut est implanté au cœur de l’Hôpital civil de Strasbourg et fait partie du campus de médecine formé par les Hôpitaux universitaires de Strasbourg et l’Université de Strasbourg. Il occupe un bâtiment de 8 000 m2 construit en 1993.
Voyant son activité de formation en chirurgie mini-invasive augmenter chaque année[réf. nécessaire], l’IRCAD décide en 2014 d’ouvrir une seconde plate-forme d’enseignement et de chirurgie expérimentale dans un nouveau bâtiment de 2 500 m2, l’IRCAD 2, accolé au bâtiment historique. L’Institut y accueille deux géants mondiaux de l’industrie chirurgicale, Medtronic et Intuitive Surgical, sur les 4 niveaux que compte le bâtiment.
En 2011, l’IRCAD a choisi de se lancer dans la rénovation des Haras Nationaux de Strasbourg, classés au titre des monuments historiques, pour y installer une Brasserie gérée par le chef triplement étoilé Marc Haeberlin, un hôtel 4* et un biocluster : pépinière d’entreprises dont l’objectif est de favoriser le transfert de technologie dans le domaine du dispositif médico-chirurgical.
En 2013, l’IRCAD s’est porté acquéreur de la Clinique des Diaconesses avec deux projets : 
- l’extension de l’hôtel des Haras, doublant ainsi sa capacité d’accueil,
- la création d’un hospitel (hôtel pour patients), qui va permettre de réduire considérablement le temps d’hospitalisation des patients grâce au contrôle à distance des paramètres vitaux que permettent les nouvelles technologies de transfert de données.

### Extensions internationales
L’IRCAD compte trois centres à l’étranger. Le premier, l’IRCAD Taiwan, a été inauguré le 26 mai 2008, en partenariat avec le Show Chwan Memorial Hospital de Taiwan. C’est le plus important centre de formation voué à la chirurgie mini-invasive sur le continent asiatique, il est doté d’une superficie de 7 300 m2. Le second est l’IRCAD América Latina, inauguré en juillet 2011 à Barretos dans l’État de Sao Paulo au Brésil. Il est issu d’un partenariat avec l’Hospital de Cancer de Barretos. Le 30 juin 2017, l’IRCAD a inauguré une troisième antenne à Rio de Janiero, en partenariat avec la mutuelle américaine United Health. En 2023, IRCAD Africa a été inauguré au Rwanda. Les projets à venir prévoient l'ouverture de l'IRCAD India en Inde, de l'IRCAD China en Chine en 2024, et de l'IRCAD North America aux États-Unis en 2025.